# بيتر فان زانت لان
بيتر فـان زانت لان (بالإنجليزية: Peter Van Zandt Lane)‏ هو ملحن أمريكي، ولد في 13 مايو 1985.